# جبريل بارا
جبريل بارا (بالإسبانية: Gabriel Parra)‏ هو مغني تشيلي، ولد في 1947 في فالبارايسو في تشيلي، وتوفي في 1988 بسبب حادث مرور.

## وصلات خارجية
- جبريل بارا على موقع IMDb (الإنجليزية)
- جبريل بارا على موقع ميوزك برينز (الإنجليزية)
- جبريل بارا على موقع ديسكوغز (الإنجليزية)
- جبريل بارا على موقع قاعدة بيانات الفيلم (الإنجليزية)